# Stutzenberger (Gießer)
Die Gießereifamilie Stutzenberger war von 1633 bis 1721 eine Stuck- und Glockengießerei in Feldkirch in Vorarlberg. Nebst Waffen- und Büchsenschmieden hat die Familie auch Glocken- und Zinngießer hervorgebracht.

## Glockengießer

### Stutzenberger, Jakob
Aus Jakob Stutzenbergers (erw. 1633; † 12. September 1672) ersten Ehe mit Maria Haass († 1656) entstammt sein Sohn Franziskus, der ebenfalls das Stuck- und Glockengießerhandwerk erlernte. Aus zweiter Ehe mit Anna Gawenin entstammt der Zinngießer Hans Jakob. Wohl kurz vor 1633 erhält Jakob Stutzenberger in der Bruderschaft der Schlosser und Schmiede (Grosshammerzunft) die Meistergerechtigkeit. Dreimal wird er zum älteren Kerzenmeister gewählt (1649, 1661, 1672) und einmal hat er das Amt der jüngeren Kerzenmeisters inne (1644).
Jakob bildete zwei Lehrlinge aus:
- 1640 Jorg Stutzenberg von Feldkirch
- 1671 Gabriel Felix von Bludenz

Werke:
- 1657 Glocke, Pfarrkirche Frastanz, zusammen mit Franziskus[1]
- 1663 Glocke, Pfarrkirche in Bendern (FL)[2]

### Stutzenberger, Franziskus
Franziskus (* 18. Mai 1635; † 1664) war zweimal verheiratet. Aus seiner ersten Ehe mit Maria Widmänin entstammt der Zinngießer Jacob (* 22. März 1661). 1658 wird er zum Jüngeren Kerzenmeister der Grosshammerzunft erwählt. Die Meistergerechtigkeit hat er wohl kurz erlangt. Ziemlich sicher hat er keine eigene Gießerei geführt, sondern zusammen mit seinem Vater gearbeitet.

## Zinngießer

### Stutzenberger, Lorenz I.
Erster Gießer der Familie Stutzenberger ist Lorenz (erw. 1584 – 1617). In den Quellen wird er Hafengießer genannt, womit in Feldkirch ziemlich sicher der Beruf des Zinngießers bezeichnet wurde.

### Stutzenberger, Matthias
In den Quellen abwechselnd Hafengießer, dann wieder Zinngießer genannt, erscheint mit Matthias Stutzenberger (erw. 1617; † 1639) der zweite Giesser dieser Familie in Feldkirch. 1617 wird er als Meister in der Grosshammerzunft. Seine ersten beiden Ehefrauen sterben im Kindbett. Aus seiner dritten Ehe entstammen zwei Söhne über deren Werdegang nichts bekannt ist. 1626 wird er zum jüngeren Kerzenmeister gewählt.
Matthias bildet einen Lehrling aus:
- 1626 Hans Schalch von Schaffhausen

### Stutzenberger, Johannes
Johannes (erw. 1624 † 1649) war zweimal verheiratet. Aus seiner zweiten Ehe mit Catharina Schindelin entstammt der Büchsenschmied Caspar. Keiner seiner sieben Söhne folgte ihm im Handwerk nach. Um 1624 erlangt Johannes die Meistergerechtigkeit in der Grosshammerzunft. 1641 wird er zum Jüngeren Kerzenmeister, 1646 zum Älteren Kerzenmeister gewählt.
Johannes bildet ein Lehrling aus:
- 1633 Peter Rüetzler von Feldkirch

### Stutzenberger, Hans Jakob
Hans Jakob (* 2. Mai 1663 † 9. Dezember 1721 in Chur) ist der Sohn des Jakobus und der Anna Gawenin. Aus seinen vier Ehen entsprangen keine Kinder die ihm im Handwerk folgten. Er lernte das Zinngießerhandwerk bei Stefan Wiang in Feldkirch.
Kurz vor 1686 erlangte er die Meistergerechtigkeit in der Grosshammerzunft. 1690 wurde er zum jüngeren Kerzenmeister gewählt und 1692 war er älterer Kerzenmeister. 1706 und 1707 bekleidete er das Amt des Brudermeisters.
Hans Jakob Stutzenberger bildete zwei Lehrlinge aus:
- 1687 Jacob Raiffel von Konstanz[5]
- 1711 Bernhard ?